# Podhorní Ůjezd a Vojice
Podhorní Ůjezd a Vojice é uma comuna checa localizada na região de Hradec Králové, distrito de Jičín‎.